# USS Milwaukee (LCS-5)
USS Milwaukee (LCS-5) - є п'ятим кораблем класу  Бойових кораблів прибережної зони (LCS-1) і третім в класі LCS типу «Фрідом». Корабель названий на честь міста Мілвокі, штат Вісконсин. 

## Будівництво
Контракт на будівництво був укладений 29 грудня 2010 з компанією Lockheed Martin Corporation (LMT) зі штаб-квартирою в місті Бетесда (Мериленд), США. Закладено на корабельні Марінетті Марін (Marinette Marine), розташованої в місті Марінетті, штат Вісконсин, 27 жовтня 2011 року. Спущений на воду 18 грудня 2013 року. В цей же день відбулася церемонія хрещення. Хрещеною матір'ю стала Сільвія М. Панетта дружини міністра оборони Леона Е. Панетти. У вересні 2015 року успішно завершив приймально-здавальні випробування, а 16 жовтня було передано ВМС США. 21 листопада в Мілвокі, штат Вісконсин, відбулася церемонія введення в експлуатацію. У 2016 році прибув в порт приписки в Сан-Дієго.

## Бойова служба
23 листопада 2015 року залишив Мілвокі і попрямував в Мейпорт, штат Флорида, для проведення додаткових випробувань, перш ніж вирушити в порт приписки Сан-Дієго, штат Каліфорнія. 30 листопада прибув до Квебека, Канада, для дозаправки. 4 грудня прибув на військово-морську базу Галіфакс, Канада, з триденним візитом. Увечері 11 грудня було відбуксирували рятувальним буксиром USNS «Grapple» (T-ARS-53) США на військово-морську базу Joint Expeditionary Base Little Creek-Fort Story (JEBLC-FS), штат Вірджинія, після виходу з ладу двигуна. Інцидент стався в 40 морських милях від узбережжя Норфолк по шляху проходження в порт приписки Сан-Дієго.

## У популярній культурі
- USS Milwaukee представлений у книзі «Оп-центр Тома Клансі: В вогонь» . [6]